# Julius Neßler
Julius Neßler (Kehl, 6 giugno 1827 – Karlsruhe, 19 marzo 1905) è stato un chimico tedesco il cui nome è legato a un reattivo usato per la determinazione analitica dell'ammoniaca e a una particolare provetta nota appunto come tubo di Nessler.

## Biografia
Figlio di un pasticcere, Neßler lavorò per quasi dieci anni come assistente di un farmacista. Nel 1853 iniziò a studiare farmacia all'Università di Friburgo in Brisgovia e tre anni dopo divenne assistente presso il laboratorio chimico di Carl Knies, elaborando una tesi in cui descrisse la reazione fra il tetraiodomercurato e l'ammoniaca. Fu durante questo periodo che creò quello che poi divenne noto come "reattivo di Nessler".
Conseguito il dottorato, nel 1857 Julius Neßler fu per alcuni mesi l'assistente di Lambert Heinrich von Babo e Robert Wilhelm Bunsen presso una fabbrica chimica a Karlsruhe. Nel 1859 fu tra i fondatori di una stazione sperimentale chimico-agricola, sempre a Karlsruhe, di cui fu direttore fino al pensionamento avvenuto nel 1901. Nel corso di quegli anni si occupò in particolare della produzione e dell'analisi del vino, oltre a contribuire anche con pubblicazioni riguardanti il tabacco.
Svolse anche attività politica aderendo al Partito Nazionale Liberale.